# Consingis semicana
Consingis semicana là một loài nhện trong họ Salticidae.
Loài này thuộc chi Consingis. Consingis semicana được Eugène Simon miêu tả năm 1900.